# Cláudio Winck Neto
Cláudio Winck Neto (Portão, Microrregión de Montenegro, Brasil, 15 de abril de 1994) es un futbolista brasileño. Juega como defensa y su equipo es el Kasımpaşa S. K. de la Superliga de Turquía.

## Trayectoria
Hizo su debut en la Serie A de Brasil el 6 de octubre de 2013, en un partido en el que su equipo, S. C. Internacional, enfrentó al Atlético Paranaense. El resultado de aquel juego fue un empate 2 a 2. 
El 21 de julio de 2015 fue fichado por el Hellas Verona de la Serie A italiana. Debutó con anotación incluida el 2 de diciembre en la victoria de 1 a 0 contra el A. C. Pavia. 
Integrando las filas del Chapecoense, se convirtió en uno de los jugadores que no viajaron en el Vuelo 2933 de LaMia, cuando el equipo de Chapecó iba a jugar la final de la Copa Sudamericana 2016 frente a Atlético Nacional. El vuelo terminó estrellándose, muriendo la gran mayoría del plantel.

## Clubes
| Club                   | País     | Año       | Partidos | Goles |
| ---------------------- | -------- | --------- | -------- | ----- |
| S. C. Internacional    | Brasil   | 2012-2019 | 65       | 9     |
| Hellas Verona (cedido) | Italia   | 2015-2016 | 2        | 1     |
| Chapecoense (cedido)   | Brasil   | 2016      | 9        | 1     |
| Sport Recife (cedido)  | Brasil   | 2018      | 21       | 3     |
| C. R. Vasco da Gama    | Brasil   | 2019-2020 | 10       | 0     |
| C. S. Marítimo         | Portugal | 2020-2023 | 103      | 11    |
| Kasımpaşa S. K.        | Turquía  | 2023-     | 63       | 7     |

## Palmarés

### Campeonatos estatales
| Título                 | Club                | Estado             | Año  |
| ---------------------- | ------------------- | ------------------ | ---- |
| Campeonato Gaúcho      | S. C. Internacional | Río Grande del Sur | 2012 |
| Campeonato Gaúcho      | S. C. Internacional | Río Grande del Sur | 2013 |
| Campeonato Gaúcho      | S. C. Internacional | Río Grande del Sur | 2014 |
| Campeonato Gaúcho      | S. C. Internacional | Río Grande del Sur | 2015 |
| Campeonato Catarinense | Chapecoense         | Santa Catarina     | 2016 |

### Campeonatos internacionales
| Título            | Club        | País   | Año  |
| ----------------- | ----------- | ------ | ---- |
| Copa Sudamericana | Chapecoense | Brasil | 2016 |